# تسرع القلب الانتيابي فوق البطيني

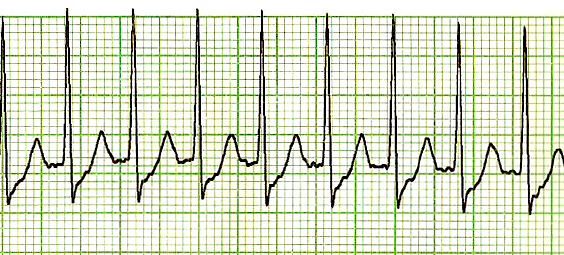

تسرع القلب الانتيابي فوق البطيني (بالإنجليزية: Paroxysmal supraventricular tachycardia) هو نوع من أنواع تسرع القلب فوق البطيني. عادة لا يشتكي المصابون به من أية أعراض. وإلا أن أعراضه قد تشمل الخفقان، والشعور بالدوار، والتعرق، وضيق في التنفس، وآلام في الصدر. وتبدأ في النوبات فجأة وتنتهي فجأة.
سبب تسرع القلب الانتيابي فوق البطيني غير معروف. وهناك عدة عوامل لخطر الإصابة به منها الكحول، والكافيين، والنيكوتين، والإجهاد النفسي، ومتلازمة وولف -باركنسون -وايت التي غالبا ما تكون موروثة من والدي الشخص. وعادة ما تنظوي الآلية الأساسية على وجود مسار إضافي يؤدي إلى إعادة الدخول.
السبب غير معروف. تشمل عوامل الخطر الكحول، والكافيين، والنيكوتين، والضغط النفسي، ومتلازمة وولف باركنسون وايت، والتي غالبًا ما تكون موروثة. تتضمن الآلية الأساسية عادةً مسارًا إضافيًا ينتج عنه إعادة الدخول. يشخص عادةً عن طريق مخطط كهربية القلب (ECG) الذي يُظهر مركبات QRS الضيقة وسرعة ضربات القلب عادةً ما بين 150 و240 نبضة في الدقيقة.
غالبًا ما تستخدم مناورات المبهم، مثل مناورة فالسالفا، كعلاج أولي. إذا لم يكن فعالًا وكان لدى الشخص ضغط دم طبيعي، فيمكن تجربة دواء الأدينوزين. إذا لم يكن الأدينوزين فعالًا، فيمكن استخدام حاصرات قنوات الكالسيوم أو حاصرات بيتا. وإلا فإن تقويم نظم القلب المتزامن هو العلاج. يمكن منع النوبات المستقبلية عن طريق الاستئصال بالقسطرة.
يعاني نحو 2.3 من كل 1000 شخص من تسرع القلب الانتيابي فوق البطيني. تبدأ المشكلات عادةً في الأشخاص الذين تتراوح أعمارهم بين 12 و45 عامًا. تتأثر النساء أكثر من الرجال. النتائج جيدة بشكل عام لأولئك الذين لديهم قلب طبيعي. يمكن إجراء الموجات فوق الصوتية للقلب لاستبعاد مشاكل القلب الكامنة.

## العلامات والأعراض
قد تشمل الأعراض خفقان القلب والشعور بالإغماء والتعرق وضيق التنفس وألم الصدر. تبدأ الحلقات وتنتهي فجأة.

## الأنواع
- يشكل تسرع القلب العائد للعقدة الأذينية البطينية (AVNRT) 56% من الحالات
- يشكل تسرع القلب الأذيني البطيني (AVRT) 27% من الحالات
  - متلازمة وولف باركنسون وايت
- يشكل تسرع القلب الأذيني الانتيابي 17% من الحالات[4]

## العلاج أو المعاملة
يمكن تحقيق حجب العقدة الأذينية البطينية بثلاث طرق على الأقل:

### المناورات الجسدية
يزيد عدد من المناورات الجسدية من مقاومة العقدة الأذينية البطينية لنقل النبضات (إحصار العقدة الأذينية البطينية)، بشكل أساسي من خلال تنشيط الجهاز العصبي السمبتاوي، الذي يتم إجراؤه إلى القلب عن طريق العصب المبهم. يشار إلى هذه التلاعبات بشكل جماعي على أنها مناورات المبهم.
يجب أن تكون مناورة فالسالفا أولى تجارب مناورات المبهم وتعمل عن طريق زيادة الضغط داخل الصدر والتأثير على مستقبلات الضغط (مستشعرات الضغط) داخل قوس الشريان الأورطي. تجرى عن طريق مطالبة المريض بحبس أنفاسه أثناء محاولة الزفير بالقوة كما لو كان يجهد أثناء حركة الأمعاء. كما أن إمساك الأنف والزفير في مواجهة الانسداد لهما نفس التأثير. قد يؤدي الضغط برفق على الجزء العلوي من العين المغلقة أيضًا إلى إعادة ضربات القلب إلى الإيقاع الطبيعي لبعض الأشخاص الذين يعانون من تسرع القلب الأذيني أو فوق البطيني (SVT). يُعرف هذا باسم رد الفعل العيني القلبي.

### الأدوية
يشار إلى الأدينوزين، وهو عامل مانع للعقيدات الأذينية البطينية قصير المفعول، إذا كانت مناورات العصب المبهم غير فعالة. إذا لم تنجح أو تكررت PSVT يوصى باستخدام الديلتيازيم أو فيراباميل. يمكن استخدام الأدينوزين بأمان أثناء الحمل.
قد يستجيب SVT الذي لا يتضمن العقدة الأذينية البطينية للأدوية الأخرى المضادة لاضطراب النظم مثل السوتالول أو الأميودارون.

### تقويم نظم القلب
إذا كان الشخص غير مستقر ديناميكيًا أو لم تكن العلاجات الأخرى فعالة، فيمكن استخدام تقويم نظم القلب الكهربائي المتزامن. في الأطفال، غالبًا ما يتم ذلك بجرعة من 0.5 إلى 1 J / Kg.